# Reiquiavique
Reiquiavique (em português) ou Reykjavík (em islandês  PRONÚNCIA; LITERALMENTE ”baía fumegante”) é a capital da Islândia e, pela sua posição, é também a capital mais setentrional do mundo.
Com uma população de 135 700 habitantes e de 243 000 na Região da Capital (2024), é o coração da atividade cultural, econômica e governamental da Islândia, e um destino turístico popular.

A cidade situa-se a 64° 04' de latitude norte, muito perto do círculo polar ártico, numa zona rica em gêiseres.

A Região da Capital ou Grande Reiquiavique é composta pelo município de Reiquiavique e mais seis outros municípios em seu redor: Reiquiavique, Kópavogur, Hafnarfjördur, Gardabaer, Mosfellsbaer e Seltjarnarnes e Kjósarhreppur.

A Grande Reiquiavique.

Acredita-se que Reiquiavique seja o local do primeiro assentamento permanente na Islândia, que, segundo Ingólfur Arnarson, foi estabelecido no ano de 874. No entanto, até ao século XIX, ainda não havia desenvolvimento urbano na cidade. Reiquiavique foi oficialmente fundada em 1786 como centro comercial e cresceu de forma constante nas décadas seguintes, transformando-se em um centro regional e posteriormente nacional de comércio, população e atividades governamentais. Está entre as cidades mais limpas, organizadas, verdes e seguras do mundo.
Ademais de ser a maior cidade do país, concentrando mais de sessenta por cento da população da Islândia, Reiquiavique é um ativo centro comercial, político, industrial e cultural, onde estão concentrados as instituições políticas, as bibliotecas, os museus, as universidades, os escritórios centrais de comunicação (rádio, televisão e imprensa escrita), os teatros e as orquestras, os cursos de justiça, piscinas ao ar livre e os estádios de esportes (desportos, em português europeu), as infraestruturas marítimas, aéreas e as companhias de transporte coletivo e as fábricas, entre as quais as fábricas de conservas de peixes.
O parlamento (construído em 1881) e a casa dos governos (dedicada aos mediadores do século XVIII) encontram-se no centro histórico de Reiquiavique. A universidade e os seus bairros estudantis, o Museu Nacional e a Casa Nórdica (concebida pelo famoso arquiteto finlandês Alvar Aalto) são reagrupados em um bairro à parte. A cidade possui numerosas igrejas cristãs, antigas e novas, entre outras a Catedral do Parlamento e a grande Hallgrímskirkja. O Museu Folclórico de Arbaer, na periferia leste da cidade, exibe a velha prefeitura de Reiquiavique, reconstituída no seu estilo original, e também uma igreja tradicional rural e uma exploração agrícola. Um dos rios mais ricos em salmões corre exatamente através do setor leste da capital. Há no centro histórico um lago que, de acordo com a lenda, descontaminou a cidade.

## Nome
O nome da cidade provém do islandês rejkja, literalmente "esfumaçado" ou "fumegante", referindo-se ao vapor de suas muitas fontes termais. Reykjavík pode ser adaptado para o português como Reiquiavique, forma usada por organizações oficiais e lexicógrafos, ou ainda o semiaportuguesamento Reiquejavique.

## História

### 870: O agrupamento

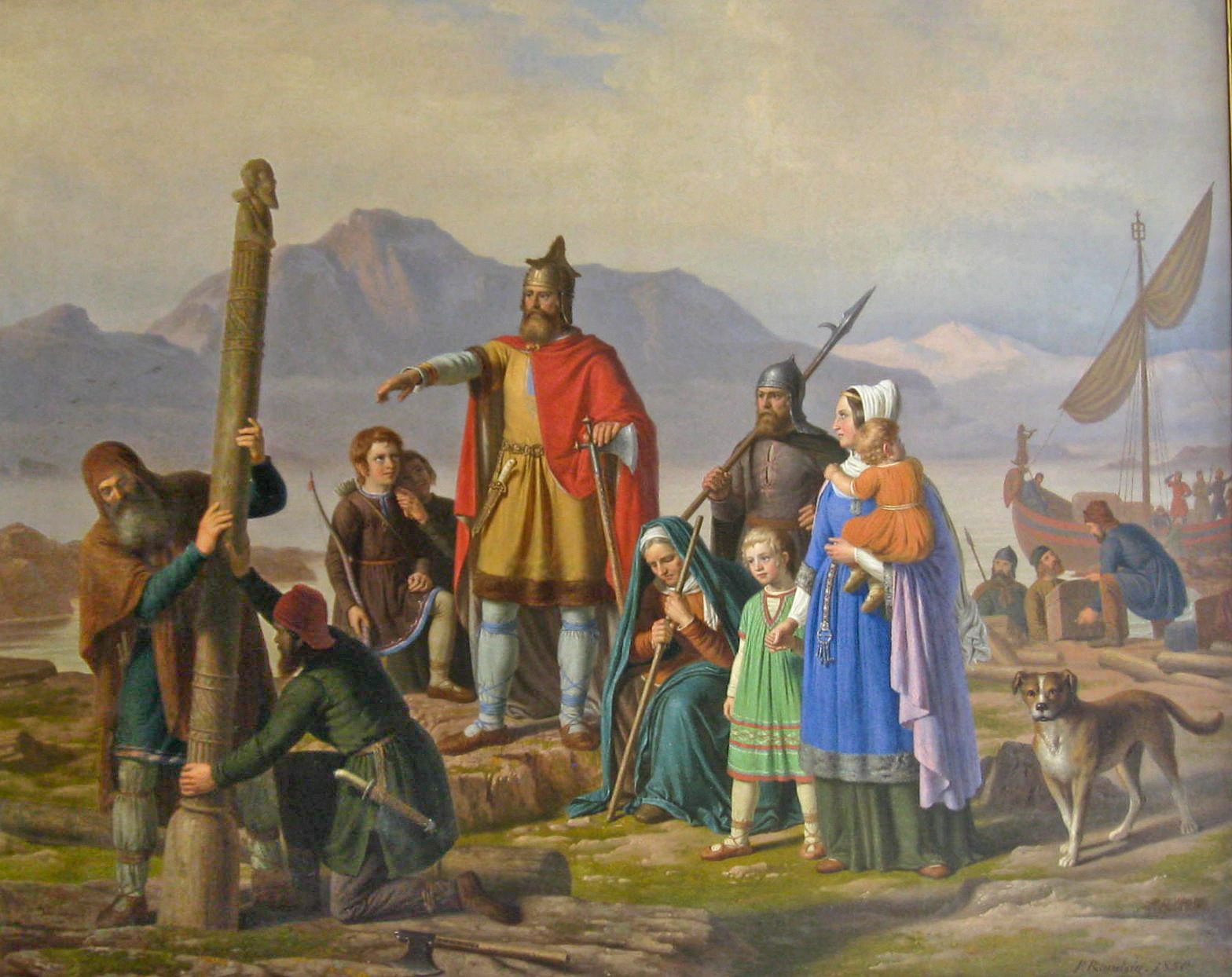
Ingólfur Arnarson.

Pensa-se que os primeiros colonos noruegueses chegaram na zona de Reiquiavique levados por Ingólfur Arnarson aproximadamente no ano de 870. Isto está documentado no Landnámabók (o Livro da Colonização). O livro faz menção dos vapores de uma fonte térmica natural, e também que a cidade recebeu o nome de Reiquiavique, que em islandês significa "baía fumegante".

### 1752: Industrialização
Reiquiavique não é mencionada em nenhuma fonte medieval, exceto como terra de exploração agrícola regular, mas o século XVIII foi o início da concentração urbana. As regras dinamarquesas aplicadas à Islândia apoiaram ideias de uma indústria doméstica na Islândia que impulsionaram um progresso tão necessário à ilha. Em 1752, o rei da Dinamarca deu o domínio de Reiquiavique às Corporações Innréttingar; o nome vem do dinamarquês (indretninger) e significa empresas. Na década de 1750, várias casas foram construídas para abrigar a indústria de lã, que seria o empregador mais importante de Reiquiavique por algumas décadas e a razão original da sua existência. Outros ofícios eram praticados igualmente pelo Innréttingar, como a pesca, exploração de enxofre, agricultura e a construção de embarcações.

### 1786: Carta comercial
A coroa dinamarquesa suprimiu o seu monopólio comercial em 1786 e atribuiu às seis comunidades no país uma carta comercial exclusiva, entre elas Reiquiavique. Reiquiavique era a única a respeitar a carta de maneira permanente. O ano de 1786 é considerado como a data da fundação da cidade, tendo ela celebrado seus 200 anos em 1986. No entanto, os direitos comerciais ainda eram limitados aos cidadãos da coroa dinamarquesa, e os comerciantes dinamarqueses continuaram a dominar o comércio com a Islândia e seus negócios aumentaram com os excedentes das décadas seguintes. Depois que o livre comércio foi instaurado para todos em 1880, a influência dos negociantes islandeses começou a se desenvolver.

### 1845: Declarada capital da Islândia

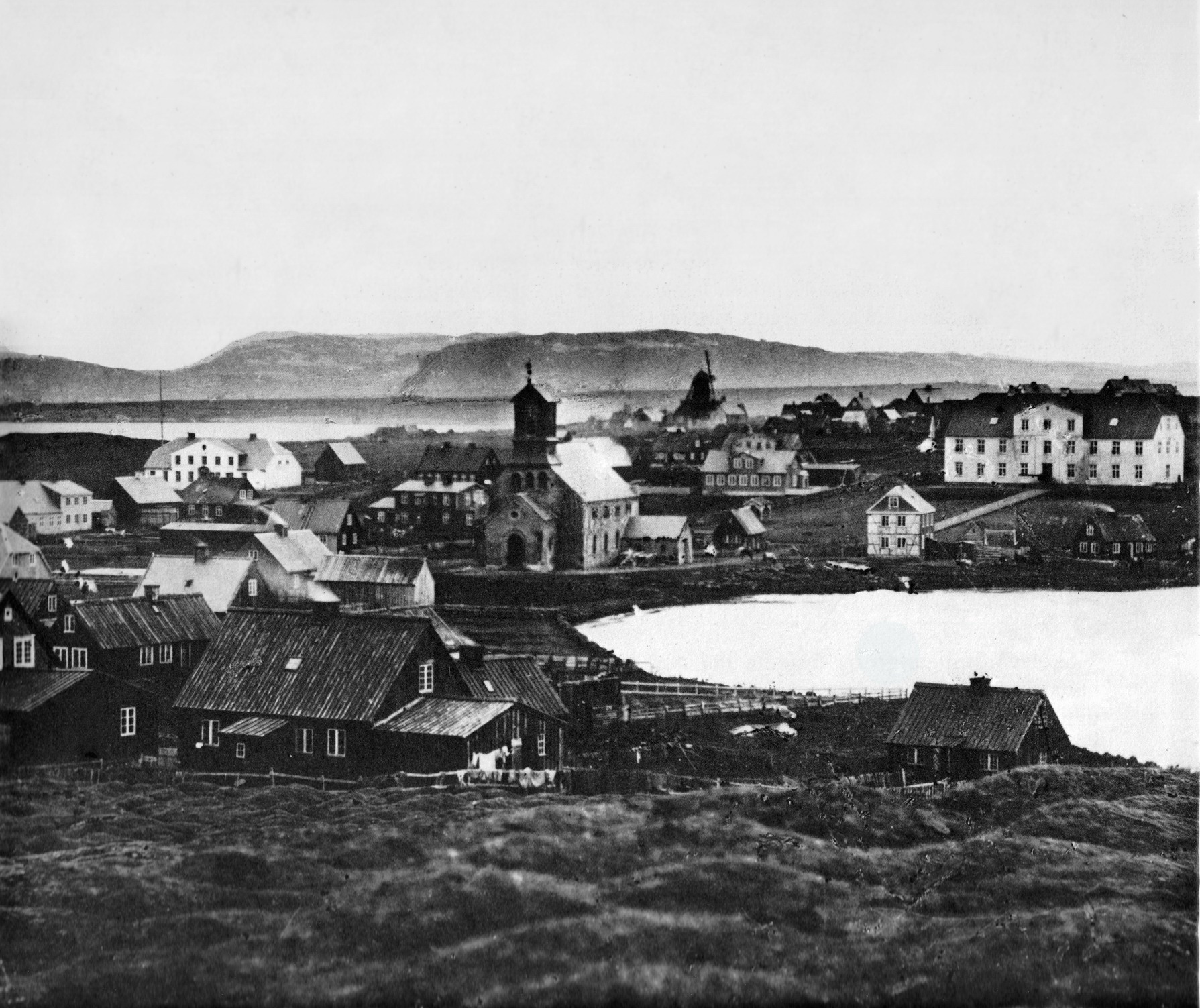
Reiquiavique na década de 1860.

O movimento nacionalista com a ideia da Islândia independente aumentou durante o século XIX. Como Reiquiavique era a única cidade da Islândia, era lá que as pessoas que tinham essas ideias se reuniam. Os partidos do movimento independentista sabiam que Reiquiavique deveria ser forte para atingir este objetivo. Os anos mais importantes da luta independentista são também os mais importantes para a cidade. Em 1845, o Alþingi, a Assembleia-Geral que os islandeses haviam criado em 930, foi restabelecida em Reiquiavique. Ela havia sido suspensa havia alguns anos e tinha sido transferida para os Campos do Parlamento (Þingvellir). O Alþingi tinha então as funções de mera assembleia consultativa, que sugeria ao Rei da Dinamarca as ações a serem tomadas relativamente aos diferentes problemas do país. A situação do Alþingi à Reiquiavique fez com que a cidade se transformasse efetivamente em capital da Islândia. Em 1874 a Islândia redigiu a sua primeira constituição e, com ela, o Alþingi obteve poderes legislativos limitados, transformando-se depois na instituição que se conhece hoje. Em seguida, era necessário dar o poder executivo à Islândia, o que foi obtido com a conquista da soberania nacional 1904 e o estabelecimento do gabinete do primeiro chefe de governo islandês em Reiquiavique.
A data da independência mais importante é 1 de dezembro de 1918, quando o país passou de colônia da coroa dinamarquesa a um estado soberano associado, ou reino unido, conhecido sob o nome de Reino da Islândia.

### 1918-1944: Fim da ocupação e criação da República

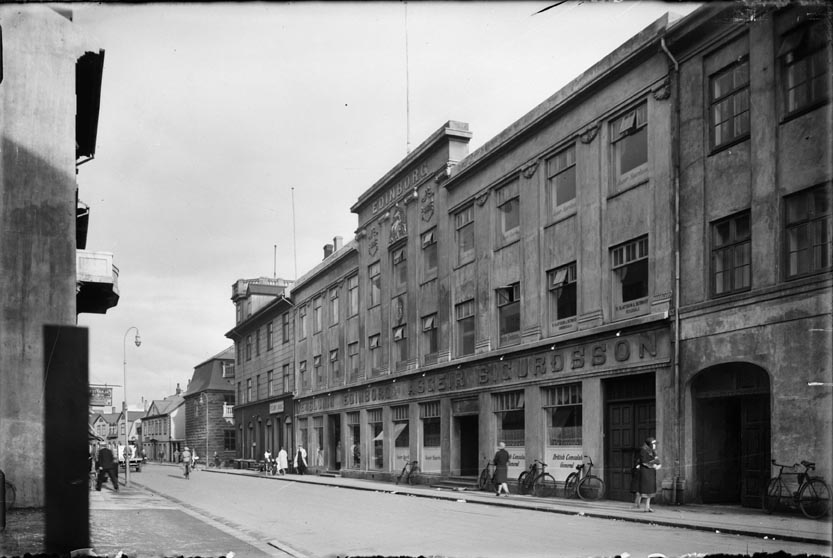
Reiquiavique em 1930.

De 1920 a 1930, a indústria de pesca apareceu em Reiquiavique, sendo o principal produto o bacalhau. No entanto, no fim de 1929, a Grande Depressão fez-se sentir na cidade, gerando numerosos conflitos entre corporações de ofício. Na manhã de 10 de maio de 1940, quatro navios de guerra chegaram a Reiquiavique e ancoraram no porto, tranquilizando a população, pois eram britânicos e não alemães. Em algumas horas, a ocupação aliada foi efetivada sem violência. O governo islandês tinha recebido do governo britânico uma carta para prevenir da ocupação, mas esta sempre havia sido declinada pelos islandeses, pois a Islândia era politicamente neutra. Durante os últimos anos da Segunda Guerra Mundial, soldados britânicos e americanos construíram bases em Reiquiavique. O número de soldados estrangeiros em Reiquiavique era a um momento equivalente à população da cidade. Os efeitos econômicos da ocupação foram positivos para a cidade quando se atenuaram os efeitos da Grande Depressão e a retomada econômica importante pôde acontecer. Os britânicos construíram o aeroporto de Reiquiavique e a ópera, e os Estados Unidos construíram o aeroporto Internacional de Queflavique (Keflavík), a cerca de 50 km da capital.
Em 17 de junho de 1944 a República da Islândia é proclamada, e um presidente eleito por um voto popular substituiu o Rei.

### 1950-1970: O pós-guerra
Nos anos do pós-guerra, o crescimento de Reiquiavique foi consolidado. O êxodo rural começou a povoar a cidade, devido à industrialização da agricultura, que reduziu a força de trabalho deste setor. A segunda razão deste crescimento são as melhores condições de vida na Islândia, que aceleraram a explosão demográfica. Os migrantes que iam a Reiquiavique eram principalmente jovens que queriam atingir o "Sonho de Reiquiavique" e, com o tempo, a capital transformou-se numa verdadeira cidade das crianças. A planificação urbana modificou-se de maneira importante com a construção de zonas residenciais nos arredores da cidade. Em 1972, Reiquiavique foi a sede do Campeonato Mundial de Xadrez entre Bobby Fischer e Boris Spassky.

### 1980-2000: Uma metrópole moderna

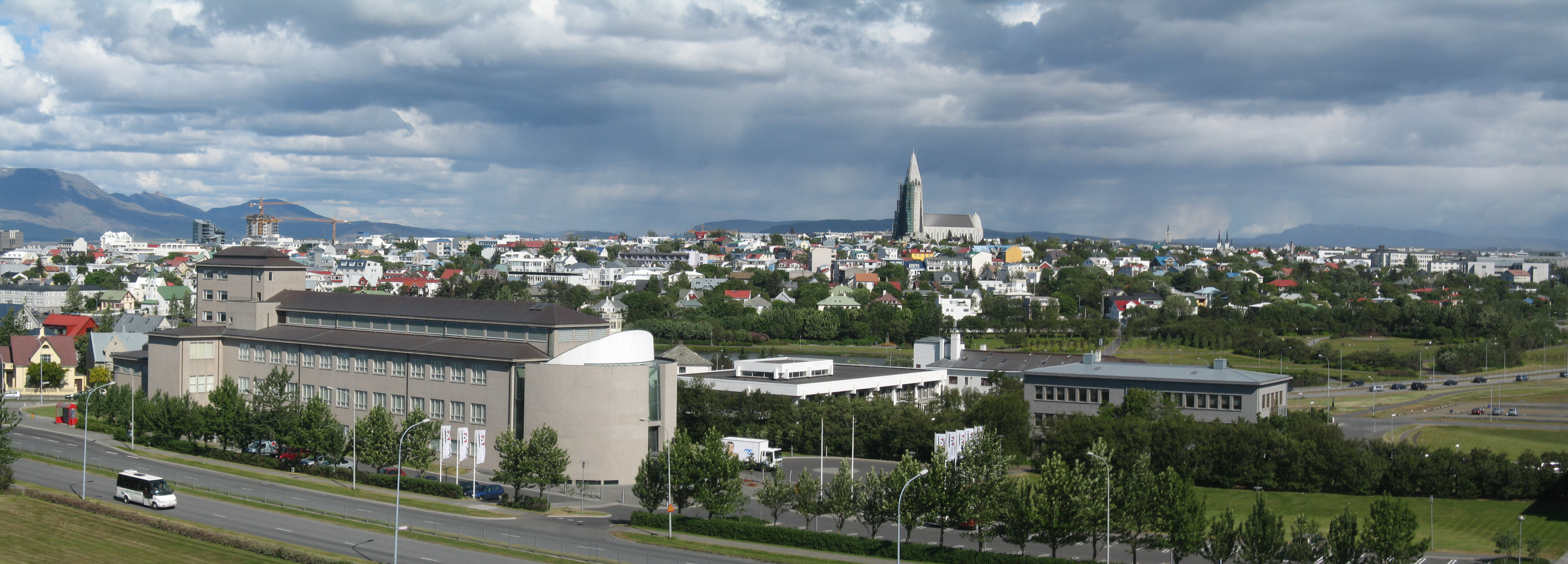
Panorama do centro de Reiquiavique visto do hotel Saga.

Nas duas últimas décadas do século XX Reiquiavique transformou-se num importante centro da comunidade mundial.
Durante o encontro de cúpula de 1986, o estatuto internacional de Reiquiavique foi posto em evidência por Ronald Reagan e Mikhail Gorbachev. A desregulamentação no setor financeiro e a revolução informática dos anos 1990 transformaram Reiquiavique mais uma vez. A tecnologia financeira e o sector da informação são agora as principais fontes de emprego da cidade. A energia da cidade estimulou o surgimento de alguns talentos que vieram a alcançar fama mundial, tais como a cantora Björk e a banda de rock Sigur Rós.

## Geografia

### Clima

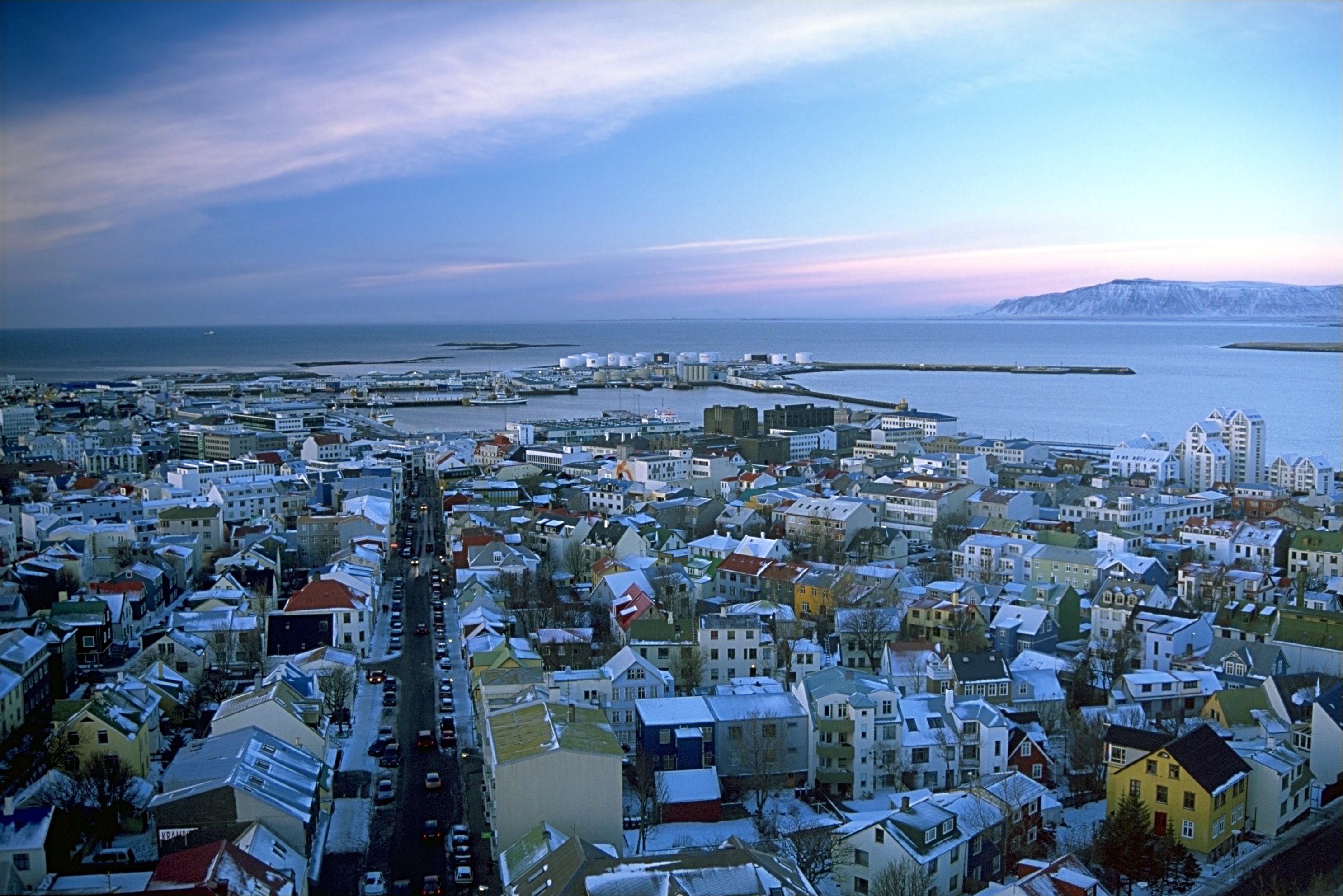
Dia nevado em Reiquiavique

O clima em Reiquiavique é subpolar oceânico (Cfc), tendo uma temperatura anual de 4,3 °C e pluviosidade de 1 337 mm. Ao longo do ano, a temperatura varia entre -2 °C e 14 °C, raramente abaixo de -8 °C ou acima de 17 °C. O inverno é frio, nublado e ventoso, com dias muitos curtos no início, que vão ficando mais longos no final da estação. Há períodos mais temperados, com temperaturas médias de 7 °C ou 8 °C, mas bem chuvoso e ventoso. Há também períodos muito frios, caracterizados por neve e geada, que geralmente duram uma semana. Nas noites mais frias do ano, a temperatura pode cair para -10 °C ou -12 °C, e o recorde de temperatura mínima é de -19,7 °C, registrado em janeiro de 1971. O verão é frio, com chuva frequente. Há períodos mais frios, onde a temperatura máxima média chega a entre 10 °C e 12 °C, mas também períodos mais temperados. O recorde de temperatura máxima foi registrado em julho de 2008, quando a temperatura atingiu 25,5 °C.
A chuva é mais comum durante outono e primavera, sendo os meses mais chuvosos dezembro (133mm), janeiro (131mm) e fevereiro (129mm). Há uma média de 13 dias de chuva em janeiro, fevereiro, março, setembro e dezembro, 12 em abril, outubro e novembro e 11 em maio, junho, julho e agosto. Neve geralmente ocorre entre outubro e abril, raramente prevalecendo sobre a chuva por longos períodos. Há uma média de 6,5 dias de neve em janeiro e fevereiro, 6 em março e dezembro, 3 em novembro, 2,2 em abril, 1,2 em outubro e 0,1 em maio e setembro. Há aproximadamente 20 dias de geada em janeiro e dezembro, e nenhum em julho.

### Demografia

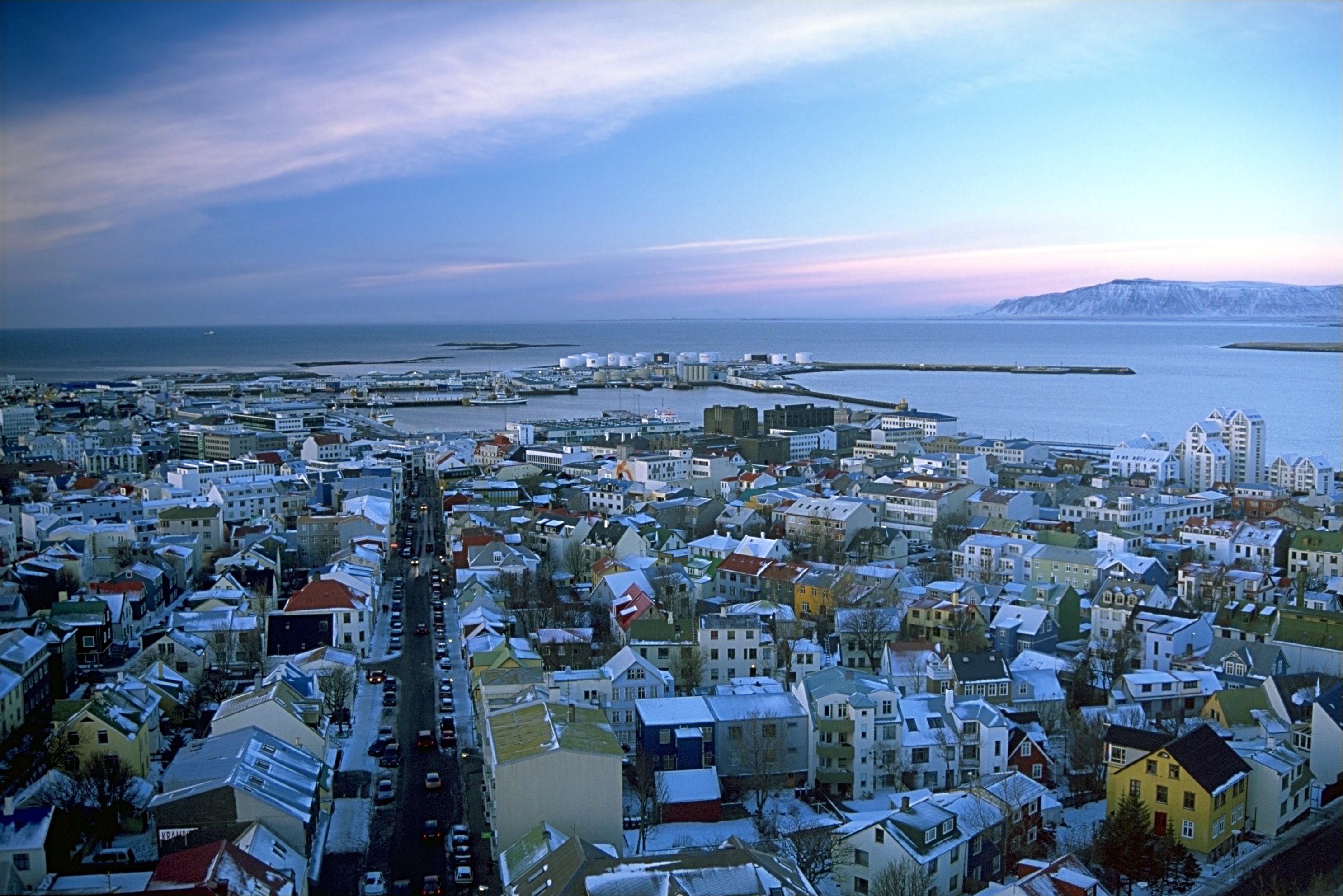
Vista de Reiquiavique.

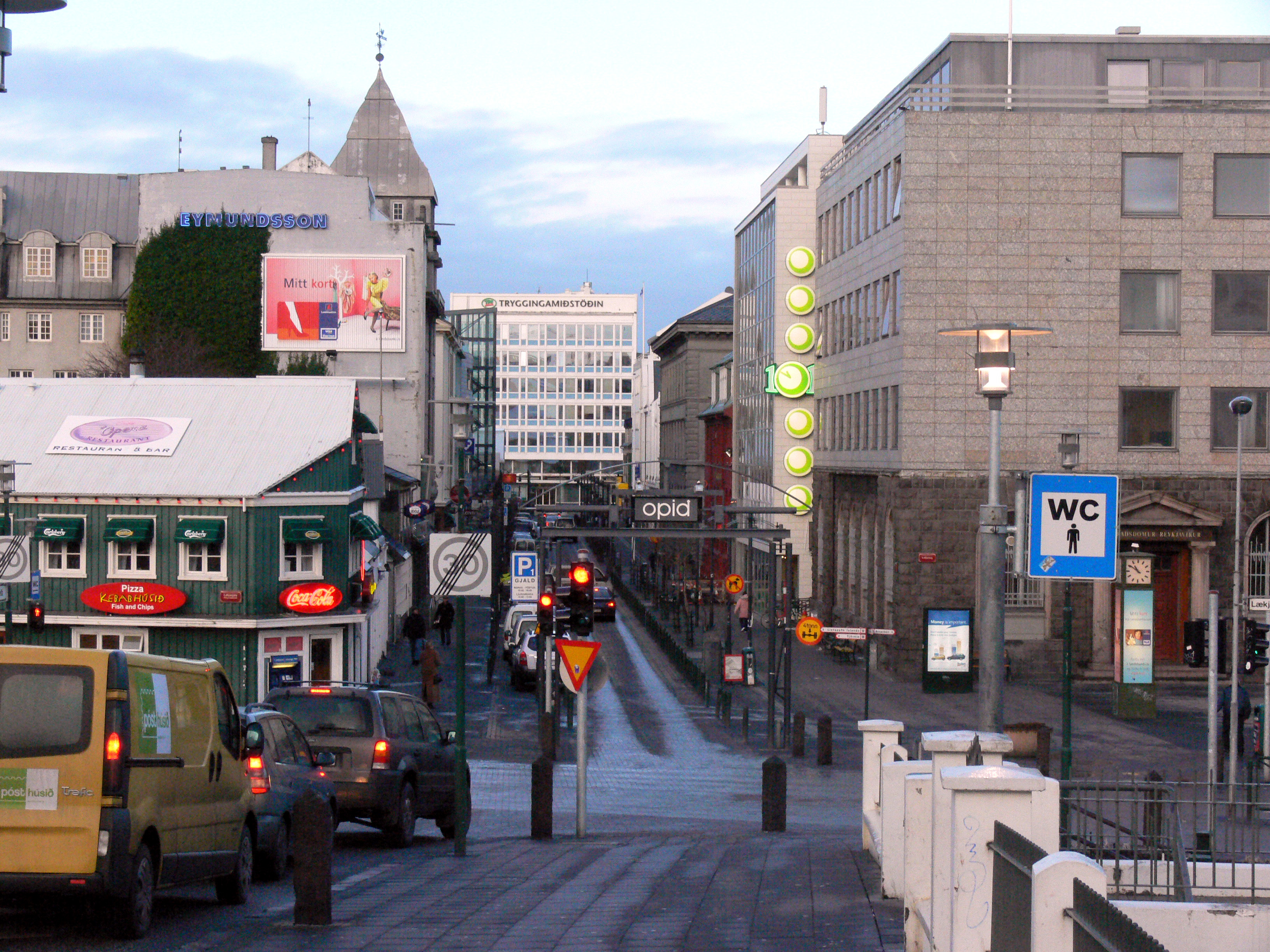
Avenida Austurstræti no centro da capital.

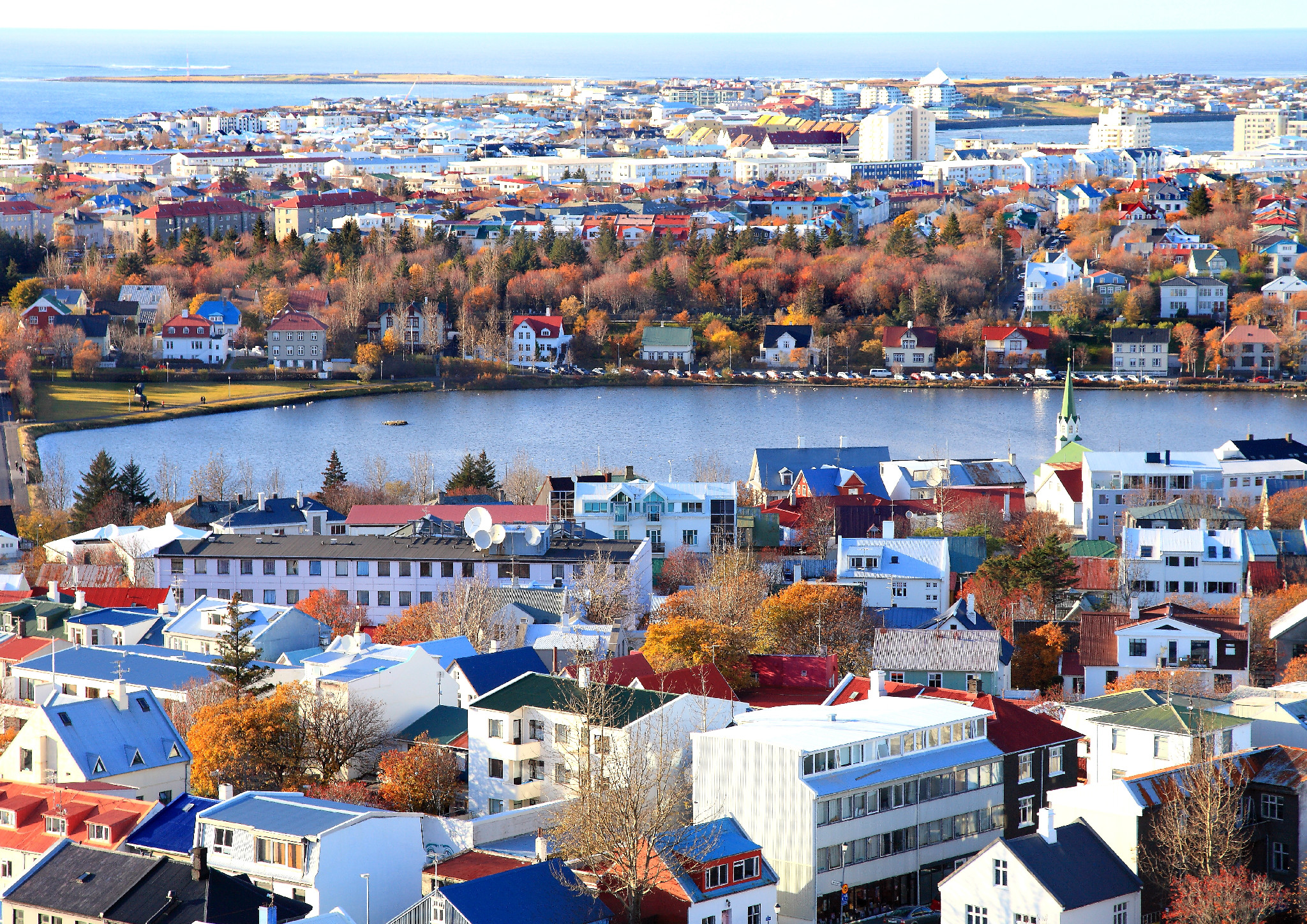
Típicos telhados coloridos de Reiquiavique.

A população de Reiquiavique em 2003 era de 113 387 pessoas: 55 650 homens e 57 737 mulheres. A população que habita a metrópole de Reiquiavique em 2003 era de 181 746.
Esta metrópole é constituída de seis municípios (não contando Reiquiavique):
- Álftanes: 1 876
- Garðabær: 8 863
- Hafnarfjörður: 21 190
- Kópavogur: 25 219
- Mosfellsbær: 6 573
- Seltjarnarnes: 4 556

## Política

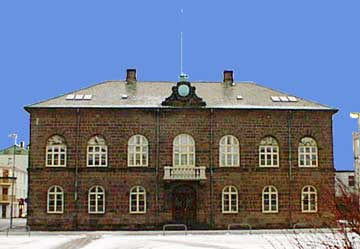
Alþingi, o parlamento mais antigo do mundo.

### Histórico da população
- 1801 - 600
- 1860 - 1 450
- 1901 - 6 321
- 1920 - 17 450
- 1930 - 28 052
- 1940 - 38 308
- 1950 - 55 980
- 1960 - 72 407
- 1970 - 81 690
- 1980 - 83 766
- 1985 - 89 868
- 1990 - 97 569
- 1995 - 104 258
- 2003 - 113 387
- 2004 - 113 730

## Transportes
Reiquiavique é servida pela estrada de circunvalação Hringvegur (islandês: Þjóðvegur 1) que circunda toda a ilha, sempre próximo ao litoral e ligando todas as principais cidades do país.

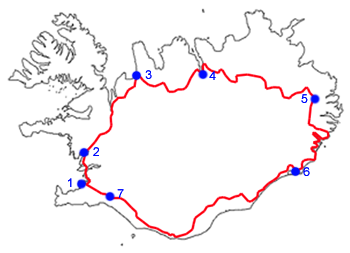
A estrada Hringvegur: 1 - Reiquiavique

Dispõe do Aeroporto Nacional de Reiquiavique para voos internos e para transferências para outros voos.

## Educação
A cidade conta com ensino superior:

- Universidade da Islândia (islandês: Háskóli Íslands)
- Universidade de Reiquiavique (islandês: Háskólinn í Reykjavík )
- Academia de Artes da Islândia (islandês: Listaháskóli Íslands)

## Património
A cidade dispõe de um património turístico e cultural, onde pode ser destacado:

- Centro histórico e porto de Reiquiavique (com o primeiro povoamento viking e as mais antigas edificações da cidade)
- Igreja de Hallgrímur (islandês: Hallgrímskirkja; a maior igreja na Islândia, com vistas esplêndidas da cidade)
- Harpa (islandês: Harpa; casa de concertos, ópera e conferências, construída em aço e com 10 000 janelas prismáticas em cores diferentes)
- Museu Nacional da Islândia (islandês: Þjóðminjasafn Íslands; museu dedicado à história e cultura da Islândia)
- Museu de Arte da Islândia (islandês: Listasafn Íslands ; coleção de obras de famosos artistas islandeses e estrangeiros)
- Museu de Arte de Reiquiavique (islandês: Listasafn Reykjavíkur; maior museu de artes visuais da Islândia, exibe obras de artistas famosos islandeses)

## Desporto
A cidade é sede de vários clubes desportivos. 

- Knattspyrnufélagið Fram (futebol; mais conhecido como Fram Reykjavík)
- Knattspyrnufélag Reykjavíkur (futebol; mais conhecido como KR Reykjavik ou KR
- Knattspyrnufélagið Víkingur (futebol; mais conhecido como Vikingur ou Vikingur Reykjavík
- Íþróttafélagið Fylkir (futebol; mais conhecido como Fylkir
- KR Reykjavík (basquetebol; secção do clube de futebol Knattspyrnufélag Reykjavíkur )

A sua principal arena desportiva é:
- Laugardalsvöllur (estádio nacional;futebol e atletismo; 15 000 lugares, dos quais 9 800 sentados) [31]

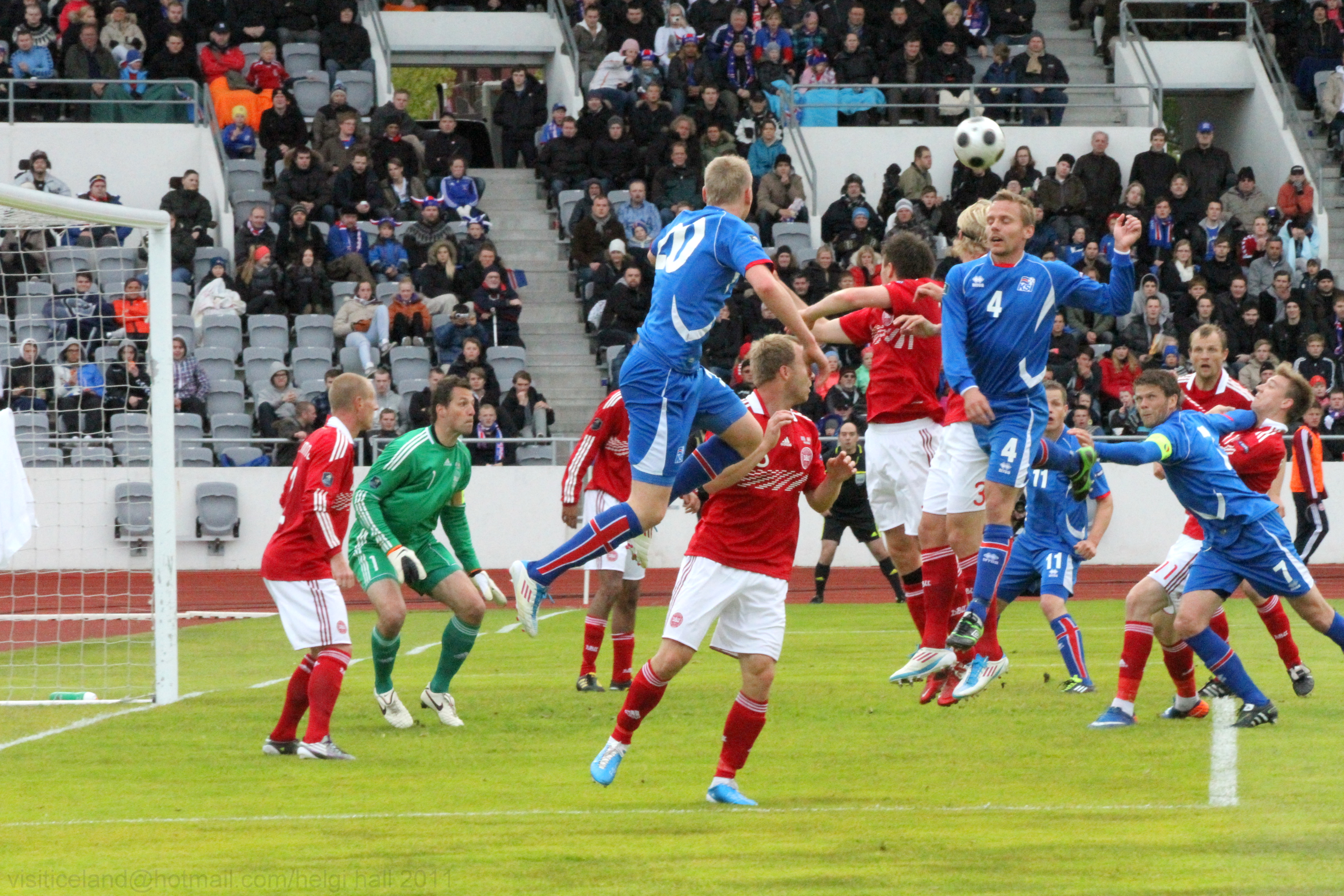
Islândia-Dinamarca em 2011.

## Cidades-irmãs
Reiquiavique/Reiquiavique é cidade-irmã das seguintes cidades:
- Caracas, Venezuela.
- Copenhagen, Dinamarca.
- Helsinki, Finlândia.
- Nuuk, Groelândia.
- Kingston upon Hull, Reino Unido.
- Oslo, Noruega.
- Seattle, Estados Unidos.
- Estocolmo, Suécia.
- São Petersburgo, Rússia.
- Tórshavn, Ilhas Feroe.
- Vilnius, Lituânia.
- Winnipeg, Canadá.
- Estrúmica, Macedônia

## Infraestrutura

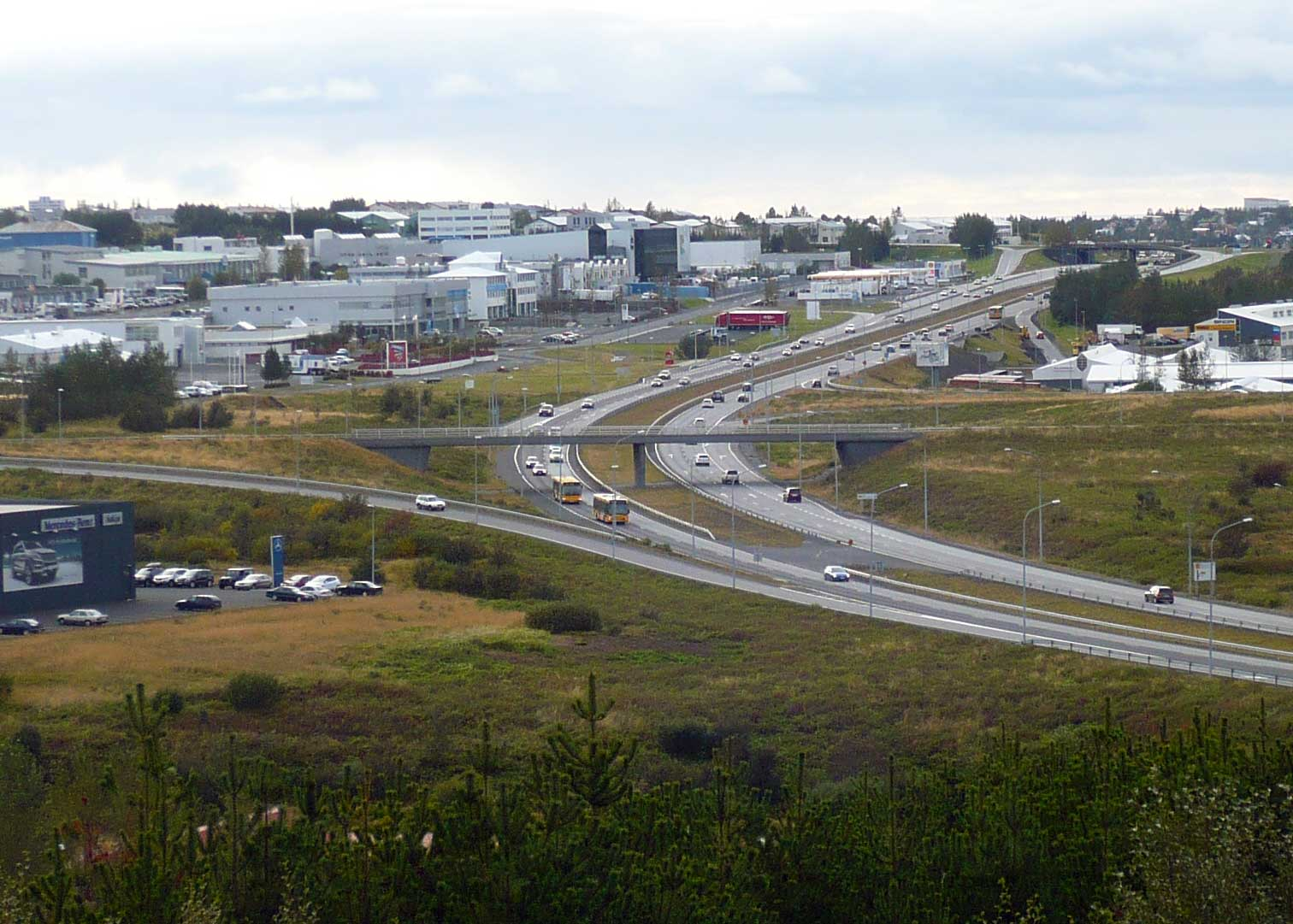
Hringvegur em Reiquiavique.

A cidade tem algumas grandes avenidas. É atravessada pela rodovia nacional IS-1. Quanto ao transporte público, dispõe de uma boa rede de linhas de Ônibus. No meio da cidade, perto do lago Tjörnin, encontra-se o Aeroporto Doméstico (que também opera voos internacionais de curta distância, como para as ilhas Féroe e para a Groenlândia), enquanto o Aeroporto Internacional fica a cerca de 45 km, não distante da pequena cidade de Queflavique (Keflavík).

### Aquecimento
Desde os anos 1960, o aquecimento das casas e das próprias ruas é feito com água subterrânea quente, proveniente de fontes termais na cercania de Reiquiavique.